# Hanumenahalli, Gauribidanur
Hanumenahalli là một làng thuộc tehsil Gauribidanur, huyện Kolar, bang Karnataka, Ấn Độ.